# Henri Nestlé
Henri Nestlé, nato Heinrich (Francoforte sul Meno, 10 agosto 1814 – Glion, 7 luglio 1890), è stato un imprenditore tedesco naturalizzato svizzero che fondò la società Nestlé nel 1866 e fu l'inventore del latte condensato.

## Biografia
Heinrich nacque a Francoforte sul Meno da Johann Ulrich Matthias Nestlé (1776-1838), maestro vetraio e commerciante, e Anna Maria Catharina Ehemann (1779-1839). Era l'undicesimo di quattordici figli nati nel giro di 21 anni: sette maschi e sette femmine, di cui però solo due sorelle oltre a lui arrivarono all'età adulta. La famiglia Nestlé affonda le sue radici nella Svevia occidentale, prevalentemente nei distretti della Foresta Nera come Dornstetten, Freudenstadt, Mindersbach, Nagold e Sulz am Neckar. In dialetto svevo, "Nestlé" è un piccolo nido d'uccello. Il nome Nestlé ha anche diverse varianti, tra cui Nästlin, Nästlen, Nestlin, Nestlen e Niestle. Nestlé con é è una francesizzazione del nome tedesco, anche se la Svizzera è per il 67% di lingua tedesca.
Crebbe in Germania, ma dopo l'apprendistato di farmacista svolto a Francoforte, ebbe un periodo di formazione che lo portò da più parti fino ad arrivare a Losanna, dove il 29 novembre 1839 superò l'esame di ammissione per aiuto farmacista. Si stabilì quindi sulle rive del lago Lemano, adattò al francese il proprio nome (Henri Nestlé invece di Heinrich Nestle) e s'impiegò nella farmacia di Marc Nicollier a Vevey, dove iniziò a familiarizzare coi metodi del chimico tedesco Liebig.
Con l'aiuto finanziario di una sua ricca zia, nel 1843 aprì una propria azienda nei pressi della stazione ferroviaria di Vevey, nell'odierna Rue des Bosquets, dove produsse con modesto successo olio, liquori, aceto, concime, acqua minerale gassata artificialmente e gas naturale liquefatto; avviò quindi un commercio di prodotti per illuminazione e scoprì un procedimento per la fabbricazione del cemento Portland.
Si sposò con Clémentine Ehmant nel 1860, ma la coppia non ebbe figli.
Colpito dagli elevati livelli di mortalità infantile, nel 1867 Nestlé inventò e produsse, secondo i criteri scientifici promossi da Liebig, un alimento specifico per neonati sofferenti di malnutrizione a base di latte e cereali, a cui aveva tolto l'amido per favorirne la digeribilità, che fosse buono di gusto e facile da preparare (Farine Lactée Henri Nestlé). Lavorando insieme a scienziati e medici arricchì il prodotto con ferro e altri additivi così da renderlo il più completo dell'epoca, adatto anche ad adulti sofferenti di problemi nutrizionali.
Ebbe modo di somministrare il prodotto a un bimbo nato prematuro che sopravvisse e ciò fu la miglior pubblicità del nuovo ritrovato. Lo stesso anno Nestlé ricevette la medaglia d'oro all'Esposizione Universale di Parigi (1867) per questa sua farina lattea e il prodotto ebbe un tale successo che nel 1874 ne erano già state vendute oltre un milione di confezioni in più di 20 Paesi nei cinque continenti, ponendo le basi per il futuro sviluppo del gruppo Nestlé.
Nel 1874 Henri Nestlé vendette l'impresa, il nome e la marca a tre impresari della regione, che fondarono la Société Anonime Farine Lactée Henri Nestlé, e si ritirò a vita privata nella sua villa di Glion, presso Montreux, dove morì per un infarto miocardico acuto il 7 luglio 1890. Fu seppellito nel cimitero Territet a Montreux.